# 鳴子町

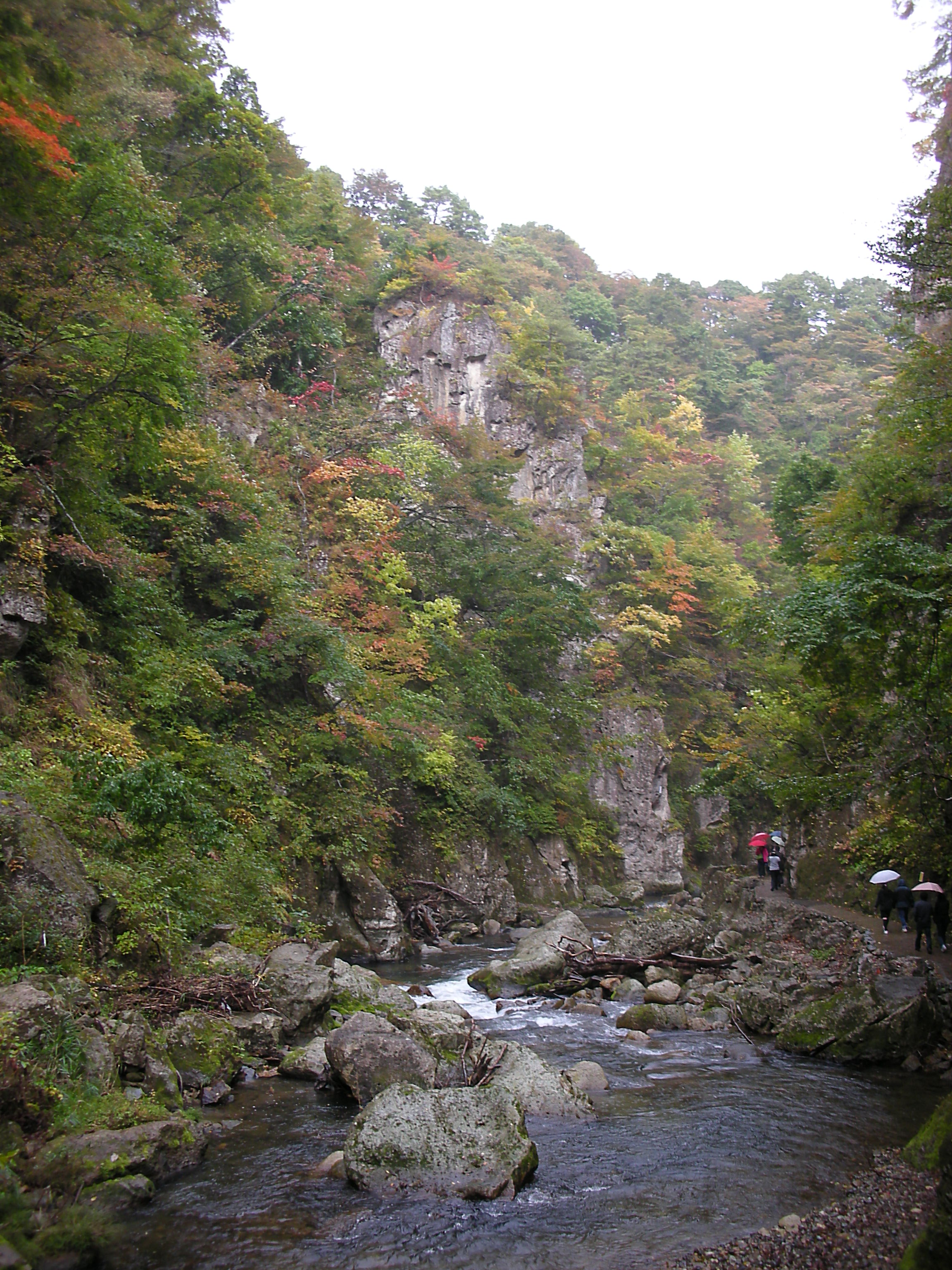

鳴子町（なるこちょう）は、1921年から2006年まで宮城県の北部にあった町。玉造郡に属した。現在は合併して大崎市の一部となっている。

## 地名
「鳴子」の地名の由来には、以下の説がある。
- 承和4年（837年）の熱湯が噴出した火山噴火で震動の音を「鳴声（なるごえ）」と呼び鳴子となった[1]。
- 源義経の北の方（郷御前）が出産した後、弁慶が笈に入れて東に向かい、この地で初めて泣いた「啼児（なきご）」に由来するという説[1]。

## 地理
宮城県内で唯一、特別豪雪地帯に指定されており、特に山形県境に近い中山平温泉では1mを超す積雪が観測されることが多い。
- 河川：江合川
- 山：荒雄岳、大柴山、奥羽山、みみずく山

## 沿革
- 明治22年（1889年）4月1日 - 町村制施行にともない、鳴子村は大口村・名生定村と合併して温泉村の一部となる。
- 大正10年（1921年）4月20日 - 温泉村の廃止にともない、旧鳴子村を以て町制施行し鳴子町が発足（残部は川渡村となる）[2]。
- 昭和21年（1946年） - 陸軍軍馬補充部跡地に上原開拓地が設定。外地引揚者などによる入植が始まる[3]。
- 昭和29年（1954年）4月1日 - 川渡村・鬼首村と合併し、新制の鳴子町となる。
- 平成18年（2006年）3月31日 - 古川市・岩出山町・鹿島台町・三本木町・松山町・田尻町と合併し、大崎市となる。

## 行政
- 歴代町長

昭和の合併以前
| 代 | 氏名       | 就任                      | 退任                       | 備考 |
| -- | ---------- | ------------------------- | -------------------------- | ---- |
| 1  | 高橋万兵衛 | 大正10年（1921年）12月6日 | 大正12年（1923年）1月16日  |      |
| 2  | 高橋繁三郎 | 大正12年（1923年）6月30日 | 昭和2年（1927年）6月29日   |      |
| 3  | 遊佐武治   | 昭和3年（1928年）1月4日   | 昭和7年（1932年）1月3日    |      |
| 4  | 熊谷彦治   | 昭和7年（1932年）1月15日  | 昭和11年（1936年）1月14日  |      |
| 5  | 菅原馨     | 昭和11年（1936年）2月15日 | 昭和12年（1937年）12月20日 |      |
| 6  | 高橋清三郎 | 昭和13年（1938年）4月23日 | 昭和19年（1944年）7月19日  |      |
| 7  | 林覚之助   | 昭和19年（1944年）8月27日 | 昭和21年（1946年）11月20日 |      |
| 8  | 滝島藤三   | 昭和22年（1947年）4月16日 | 昭和26年（1951年）3月31日  |      |
| 9  | 遊佐武治   | 昭和26年（1951年）4月23日 | 昭和29年（1954年）3月31日  | 再任 |

昭和の合併以後
| 代 | 氏名       | 就任                       | 退任                       | 備考 |
| -- | ---------- | -------------------------- | -------------------------- | ---- |
| 1  | 高橋清治郎 | 昭和29年（1954年）5月10日  | 昭和32年（1957年）12月7日  |      |
| 2  | 遊佐幸雄   | 昭和33年（1958年）1月17日  | 昭和45年（1970年）1月16日  |      |
| 3  | 遊佐清     | 昭和45年（1970年）1月17日  | 昭和47年（1972年）11月26日 |      |
| 4  | 高橋新助   | 昭和47年（1972年）12月24日 | 昭和55年（1980年）12月23日 |      |
| 5  | 寺坂二男   | 昭和55年（1980年）12月24日 | 平成4年（1992年）12月23日  |      |
| 6  | 高橋周一郎 | 平成4年（1992年）12月24日  | 平成7年（1995年）6月24日   |      |
| 7  | 高橋勇次郎 | 平成7年（1995年）8月13日   | 平成18年（2006年）3月31日  |      |

## 交通

### 鉄道
- 東日本旅客鉄道
  - 陸羽東線：川渡温泉駅 - 鳴子御殿湯駅 - 鳴子温泉駅 - 中山平温泉駅

### 道路
- 一般国道
  - 国道47号、国道108号
- 都道府県道
  - 山形県道・宮城県道63号最上鬼首線
  - 宮城県道169号川渡停車場線
  - 宮城県道170号鳴子停車場線
  - 宮城県道171号吹上鬼首線
  - 宮城県道248号沼倉鳴子線
  - 宮城県道249号岩入一迫線
  - 宮城県道253号鳴子池月線
  - 宮城県道267号鳴子小野田線

## 名所・旧跡・観光スポット・名産品
- 鳴子温泉郷
  - 鳴子温泉
  - 東鳴子温泉
  - 鬼首温泉
  - 中山平温泉
  - 川渡温泉
    - 温泉が多く、陸羽東線の駅名も温泉付きに改名するなど、温泉観光には力を入れている。
- リゾートパークオニコウベ
- 鳴子スキー場
- 鳴子峡
- 鬼首番所跡
- 尿前の関跡
- 潟沼
- 鳴子ダム
- 日本こけし館
- こけし
- 漆器
- 鳴子石（地元産出される安山岩）
- ゆきむすび - 「鳴子の米プロジェクト」として寒冷地に強い「東北181号」を地域ブランド米として栽培している。

## ロケ地となった作品
映画
- やくざ刑事 恐怖の毒ガス (1971)
- 実録・連合赤軍 あさま山荘への道程 (2008)